# Santa Rosa (Cauca)
Santa Rosa è un comune della Colombia facente parte del dipartimento di Cauca.
Il centro abitato venne fondato da Bernardo de Vargas nel 1593, mentre l'istituzione del comune è del 30 agosto 1872.